# Nekrolog 1779
Nekrolog
◄◄
| ◄
| 1775
| 1776
| 1777
| 1778
| 1779 | 1780 | 1781 | 1782 | 1783 | ► | ►►
Weitere Ereignisse | Allgemeiner Nekrolog 1779
Die Beschreibung der verstorbenen Person sollte so kurz wie möglich gehalten sein und nur deren signifikante Tätigkeit(en) enthalten.
Neue Namen ggf. auch unter dem Geburts- und Sterbedatum, also etwa unter 1. Januar und im Geburts- und Sterbejahr (2024) eintragen (nur bei entsprechender großer Wichtigkeit). Für Beispiele siehe die schon vorhandenen Artikel.
Außerdem über die fünf zuletzt Verstorbenen, zu denen es einen ausreichend guten Artikel für eine Präsentation auf der Hauptseite gibt, nach der todesbedingten Überarbeitung der Artikel ggf. auch unter Wikipedia Diskussion:Hauptseite informieren und sie am besten auch in den anderen Wikipedia-Sprachversionen eintragen. Tipp: Regelmäßig bei news.google.de nach „ist tot“, „gestorben“ oder „verstorben“ suchen.
Wenn eine Person gestorben ist, gibt es viele Seiten zu dieser Person in der Wikipedia, die davon auch betroffen sind und entsprechend aktualisiert werden müssen. Beispiele: Namenübersichtsseite, Geburtsjahr, Geburtsort-Seiten und viele mehr.
Wie finde ich die betroffenen Seiten?
Im Suchfeld auf der linken Seite gibt man den Suchbegriff so ein: „Vorname Nachname“. Dann klickt man auf Volltext und alle Seiten mit entsprechendem Suchtext werden aufgerufen. Hier sieht man dann schnell, wo auch das Todesjahr Sinn macht oder sogar ein Teil des Artikels angepasst werden muss. Auch hilft das „Werkzeug“ auf der linken Seite sehr gut, um solche Seiten aufzufinden: „Links auf diese Seite“. Somit ist die Wikipedia wieder aktuell in allen Bereichen! Hinweis: bei Eintragung der Kategorie „Gestorben JAHR“ wird der Missbrauchsfilter 49 ausgelöst, was jedoch nicht schlimm ist. Siehe: Spezial:Missbrauchsfilter/49
Dies ist eine Liste von im Jahr 1779 verstorbenen bekannten Persönlichkeiten. Die Einträge erfolgen innerhalb der einzelnen Daten alphabetisch sortiert. Tiere sind im Nekrolog für Tiere zu finden.

## Januar
| Tag        | Name                               | Beruf, bekannt als                                                         | Alter | Beleg |
| ---------- | ---------------------------------- | -------------------------------------------------------------------------- | ----- | ----- |
| 1. Januar  | Ludwig Gottlieb Buchner            | deutscher Bibliothekar                                                     | 67    |       |
| 2. Januar  | Jakob Philipp von Schwerin         | schwedischer Reichsrat, Präsident des Wismarer Tribunals                   | 59    |       |
| 3. Januar  | Claude Bourgelat                   | französischer Autor von Fachbüchern zur Hippologie                         | 66    |       |
| 5. Januar  | Franz Anton von Hallweil           | habsburgischer General und Hofkriegsrat                                    |       |       |
| 5. Januar  | Hans Christoph von Poigk           | kurfürstlich-sächsischer Kammer- und Bergrat                               |       |       |
| 6. Januar  | Alexander Georg von Humboldt       | preußischer Offizier und Unternehmer                                       | 58    |       |
| 6. Januar  | Rudolf von Seelhorst               | preußischer Generalmajor                                                   | 78    |       |
| 7. Januar  | Jacob von Brockhausen              | kaiserlicher Feldmarschall-Lieutenant und Ritter des Maria-Theresia-Ordens |       |       |
| 19. Januar | Johann Friedrich von Balbi         | Kommandeur des preußischen Ingenieurkorps                                  |       |       |
| 20. Januar | Johannes Burman                    | niederländischer Arzt und Botaniker                                        | 72    |       |
| 20. Januar | David Garrick                      | britischer Schauspieler                                                    | 61    |       |
| 21. Januar | Christoph Traugott Delius          | deutscher Bergbauwissenschaftler                                           |       |       |
| 22. Januar | Jeremiah Dixon                     | englischer Geometer                                                        | 45    |       |
| 26. Januar | Thomas Hudson                      | britischer Porträtmaler                                                    |       |       |
| 28. Januar | Joseph Franz Xaver von Hoppenbichl | deutscher katholischer Geistlicher und Ökonom                              | 57    |       |

## Februar
| Tag         | Name                           | Beruf, bekannt als                                   | Alter | Beleg |
| ----------- | ------------------------------ | ---------------------------------------------------- | ----- | ----- |
| 1. Februar  | Johann Ludwig L’Estocq         | deutscher Jurist                                     | 66    |       |
| 2. Februar  | Georg Philipp Kress            | deutscher Komponist und Violinist                    | 59    |       |
| 3. Februar  | Louis de Jaucourt              | französischer Schriftsteller                         | 74    |       |
| 7. Februar  | William Boyce                  | englischer Komponist der Vorklassik                  |       |       |
| 7. Februar  | Christian Bogislaw von Linden  | königlich preußischer Generalmajor                   | 71    |       |
| 10. Februar | Carl Leberecht Crusius         | deutscher Kupferstecher und Illustrator              | 38    |       |
| 12. Februar | Henrik Filip Johnsen           | schwedischer Komponist                               |       |       |
| 12. Februar | Jacob van der Schley           | niederländischer Zeichner und Kupferstecher          | 63    |       |
| 14. Februar | James Cook                     | britischer Seefahrer und Entdecker                   | 50    |       |
| 16. Februar | Friedrich Georg zu Wied-Runkel | Graf zu Wied und österreichischer Feldmarschall      | 66    |       |
| 18. Februar | Christopher Garmann            | norwegischer Vogt und Justizrat                      | 58    |       |
| 18. Februar | Adam Friedrich von Seinsheim   | Fürstbischof von Würzburg und Bamberg                | 71    |       |
| 20. Februar | Leopold von Zastrow            | preußischer, dann hessen-kasselscher Generalleutnant | 76    |       |
| 23. Februar | Carl Julius Wilda              | preußischer Jurist                                   | 68    |       |
| 24. Februar | Paul Daniel Longolius          | Philologe, Historiker, Lehrer und Rektor             | 74    |       |
| 27. Februar | Johann Georg Sulzer            | Schweizer Philosoph                                  | 58    |       |
| 28. Februar | Adriaan van Royen              | holländischer Arzt und Botaniker                     | 74    |       |

## März
| Tag      | Name                                    | Beruf, bekannt als                                                                 | Alter | Beleg |
| -------- | --------------------------------------- | ---------------------------------------------------------------------------------- | ----- | ----- |
| 2. März  | Karim Khan-e Zand                       | Schah von Persien und Gründer der Dynastie der Zand-Prinzen                        |       |       |
| 2. März  | Ignaz von Spaur                         | Bischof von Brixen                                                                 | 49    |       |
| 3. März  | Mathieu-François Pidansat de Mairobert  | französischer Journalist und Pamphletist                                           | 52    |       |
| 4. März  | Heinrich Leopold Wagner                 | deutscher Schriftsteller des „Sturm und Drang“                                     | 32    |       |
| 11. März | Louis César Constantin de Rohan-Guéméné | französischer Geistlicher, Kardinal der katholischen Kirche, Bischof von Straßburg | 81    |       |
| 13. März | Roman Benedikt Nollet                   | Orgelbauer                                                                         | 69    |       |
| 17. März | Franz Leopold Graff                     | österreichischer Komponist                                                         | 59    |       |
| 18. März | Johann Gottlieb Faber                   | Württemberger evangelischer Theologe                                               | 62    |       |
| 23. März | George Clive                            | britischer Politiker                                                               |       |       |
| 27. März | Christian Dietrich von Wakenitz         | Landrat in Schwedisch-Pommern                                                      | 70    |       |
| 28. März | Woldemar Salomo Hausdorf                | deutscher evangelischer Theologe                                                   | 47    |       |
| 29. März | David Nitschmann                        | Missionar, Syndikus und Archivar der Herrnhuter Brüdergemeine                      | 75    |       |

## April
| Tag       | Name                                 | Beruf, bekannt als                                                                     | Alter | Beleg |
| --------- | ------------------------------------ | -------------------------------------------------------------------------------------- | ----- | ----- |
| 4. April  | Johann Joseph Gaßner                 | Exorzist und Wunderheiler                                                              | 51    |       |
| 6. April  | Ernst Christoph Dressler             | deutscher Komponist, Tenor, Geiger und Musiktheoretiker                                | 44    |       |
| 6. April  | Louis-Henri Fourgeoud                | Schweizer Offizier in fremden Diensten                                                 | 61    |       |
| 6. April  | Tommaso Traetta                      | italienischer Komponist                                                                | 52    |       |
| 7. April  | Hilaire-Marin Rouelle                | französischer Chemiker                                                                 | 61    |       |
| 9. April  | Antonio María de Bucareli y Ursúa    | Gouverneur von Kuba und Vizekönig von Neuspanien                                       | 62    |       |
| 10. April | Grigori Nikolajewitsch Teplow        | russischer Komponist                                                                   | 61    |       |
| 11. April | Joseph de Jussieu                    | französischer Botaniker                                                                | 74    |       |
| 12. April | Georg David Jäger                    | Syndikus                                                                               |       |       |
| 15. April | Johann Gottfried Ignaz von Wolfskeel | Würzburger Domherr und Präsident der würzburgischen Hofkammer sowie des Hofkriegsrates | 85    |       |
| 18. April | François Granier                     | französischer Komponist                                                                |       |       |
| 20. April | Joseph Benedikt Heyrenbach           | Jesuit, Historiker und Bibliothekar                                                    | 40    |       |
| 20. April | Johann Andreas Siepius               | deutscher evangelischer Theologe                                                       | 77    |       |
| 23. April | Friedrich Samuel Zickler             | deutscher lutherischer Theologe                                                        | 57    |       |
| 24. April | Eleazar Wheelock                     | US-amerikanischer Geistlicher der Presbyterian Church (U.S.A.), Pädagoge               | 68    |       |
| 26. April | Heinrich Höck                        | deutscher evangelischer Theologe                                                       | 78    |       |
| 26. April | Eleazar de Mauvillon                 | französisch-deutscher Schriftsteller, Historiker und Hochschullehrer                   | 66    |       |
| April     | Gottfried Heinrich Gloger            | deutscher Orgelbauer                                                                   |       |       |

## Mai
| Tag     | Name                                 | Beruf, bekannt als                                                                                          | Alter | Beleg |
| ------- | ------------------------------------ | --- | ----- | ----- |
| 1. Mai  | Johann Georg Gesner                  | deutscher Pädagoge und Bibliothekar                                                                         | 49    |       |
| 2. Mai  | Karl Levin von Trümbach              | hessischer Adliger und Offizier, General in Hessen-Kassel, Brabant, Bayern und Großbritannien               | 60    |       |
| 3. Mai  | John Winthrop                        | US-amerikanischer Astronom                                                                                  | 64    |       |
| 4. Mai  | Georg Greggenhofer                   | deutscher Baumeister des Spätbarocks                                                                        |       |       |
| 7. Mai  | Franz Karl von Landsberg zu Erwitte  | Domherr in Osnabrück, Paderborn und Münster                                                                 | 44    |       |
| 10. Mai | Michael Ludwig von Diezelsky         | dritter Chef des Berliner Invalidenkorps und des Invalidenhauses                                            | 70    |       |
| 11. Mai | John Hart                            | Farmer und Gründerväter der USA                                                                             |       |       |
| 13. Mai | Heinrich XXIV.                       | Graf Reuß von Lobenstein zu Ebersdorf                                                                       | 55    |       |
| 16. Mai | Johann Paul Reinhard                 | deutscher Hochschullehrer und Historiker                                                                    | 56    |       |
| 17. Mai | Rafael Levi                          | deutscher Mathematiker, Astronom, Naturphilosoph, Autor und Pädagoge, Schüler von Gottfried Wilhelm Leibniz |       |       |
| 19. Mai | Feliks Franciszek Łoyko              | polnischer Schriftsteller und Politiker                                                                     |       |       |
| 21. Mai | Salentin Ernst Eugen Cohausen        | deutscher Mediziner und kurtrierischer Leibarzt                                                             | 75    |       |
| 21. Mai | Johann Evangelist Feyrstein          | altösterreichischer Orgelbauer                                                                              | 43    |       |
| 21. Mai | Johann Theodor von Franken-Siersdorf | letzter Apostolischer Vikar von Ober- und Niedersachsen                                                     | 58    |       |
| 21. Mai | Karl Friedrich Freiherr von Gärtner  | deutscher Reichshofrat                                                                                      |       |       |
| 26. Mai | Johann Erichson                      | deutscher Theologe und Schulmann                                                                            | 78    |       |
| 27. Mai | Hinrich Christian Elmenhorst         | deutscher Kaufmann und Partenreeder                                                                         | 53    |       |
| 28. Mai | Georg David Kypke                    | Orientalist                                                                                                 | 54    |       |
| 28. Mai | Kaspar Mitterreither                 | österreichischer Orgelbauer                                                                                 |       |       |
| 30. Mai | Johann Friedrich Hahn                | deutscher Lyriker                                                                                           | 25    |       |

## Juni
| Tag      | Name                             | Beruf, bekannt als                                                                                 | Alter | Beleg |
| -------- | -------------------------------- | -------------------------------------------------------------------------------------------------- | ----- | ----- |
| 5. Juni  | Georg Friedrich Meyer            | Figuren-, Bildnis- und Landschaftsmaler, Zeichner und Kupferstecher                                |       |       |
| 7. Juni  | William Warburton                | englischer Kritiker und Bischof                                                                    | 80    |       |
| 9. Juni  | Karl Reinhard von Ellrichshausen | österreichischer Generalfeldzeugmeister                                                            | 59    |       |
| 10. Juni | Theodor Taulow von Rosenthal     | österreichischer Archivar                                                                          | 77    |       |
| 11. Juni | Johann Ladner                    | österreichischer spätbarocker Bildhauer                                                            |       |       |
| 19. Juni | Mohammad Ali Khan                | Schah von Persien aus der Dynastie der Zand-Prinzen                                                |       |       |
| 21. Juni | Hermann Werner von der Asseburg  | kurkölner Minister                                                                                 | 77    |       |
| 22. Juni | Anton Friedrich von Krosigk      | Gutsherr, herzoglich-braunschweiger Oberhauptmann und fürstlich-anhaltischer Landtagsunterdirektor | 57    |       |
| 23. Juni | Michael Sehul                    | äthiopischer Politiker, Gouverneur von Tigray                                                      |       |       |
| 26. Juni | Prosper Donderer                 | Abt des Chorherrenstifts Kreuzlingen                                                               | 64    |       |
| 28. Juni | Martha Daniell Logan             | britisch-nordamerikanische Botanikerin und Autorin                                                 | 74    |       |
| 29. Juni | Anton Raphael Mengs              | deutscher Maler                                                                                    | 51    |       |
| 29. Juni | David Samuel Daniel Wyttenbach   | Schweizer reformierter Theologe                                                                    | 73    |       |

## Juli
| Tag      | Name                            | Beruf, bekannt als                                                                                    | Alter | Beleg |
| -------- | ------------------------------- | --- | ----- | ----- |
| 1. Juli  | Joachim Friedrich Henckel       | deutscher Chirurg                                                                                     | 67    |       |
| 6. Juli  | Johann Christoph Clauder        | deutscher Librettist                                                                                  | 77    |       |
| 7. Juli  | Friderike Elisabeth von Grabow  | deutsche Dichterin und Erzieherin                                                                     |       |       |
| 12. Juli | Jakob Jonas Björnståhl          | schwedischer Hochschullehrer                                                                          | 48    |       |
| 14. Juli | Florian Baucke                  | schlesischer Jesuitenmissionar und Schriftsteller                                                     | 59    |       |
| 14. Juli | Anton Römer                     | österreichischer Orgelbauer                                                                           | 55    |       |
| 14. Juli | George Ross                     | britisch-US-amerikanischer Rechtsanwalt und Staatsmann, einer der Gründerväter der USA                | 49    |       |
| 15. Juli | Benedict von Bremer             | deutscher Jurist                                                                                      | 61    |       |
| 18. Juli | Luisa Bergalli                  | italienische Dichterin und Librettistin                                                               | 76    |       |
| 21. Juli | Michael Adelbulner              | deutscher Mathematiker, Physiker und Astronom                                                         | 77    |       |
| 26. Juli | Friedrich Wilhelm Adolph Biefer | deutscher Pietist                                                                                     | 73    |       |
| 29. Juli | Nikolaus Bertram von Below      | preußischer Kammerpräsident                                                                           |       |       |
| 29. Juli | Peter Wilhelm Hensler           | deutscher Jurist und Schriftsteller                                                                   | 37    |       |
| 30. Juli | Ludwig von Oppen                | preußischer Oberst und Kommandeur des Kürassierregiments „Prinz von Preußen“, Erbherr auf Fredersdorf | 74    |       |
| 31. Juli | Wolf George von Eberstein       | preußischer Major                                                                                     | 55    |       |

## August
| Tag        | Name                           | Beruf, bekannt als                                  | Alter | Beleg |
| ---------- | ------------------------------ | --------------------------------------------------- | ----- | ----- |
| 2. August  | George Rice                    | britischer Politiker                                |       |       |
| 3. August  | Hendrik Kobell                 | niederländischer Maler                              | 27    |       |
| 6. August  | Friedrich Wilhelm von Apenburg | preußischer Major                                   |       |       |
| 8. August  | Josef von Hormayr              | österreichischer Staatsmann                         | 74    |       |
| 17. August | Anton Kirchebner               | österreichischer Maler                              | 77    |       |
| 22. August | Abol Fath Khan                 | Schah von Persien aus der Dynastie der Zand-Prinzen |       |       |
| 22. August | Charles Clerke                 | britischer Seefahrer und Entdecker                  | 38    |       |
| 24. August | Christian Friedrich Herold     | deutscher Emailmaler                                |       |       |
| 24. August | Kosmas von Ätolien             | Orthodoxer Heiliger                                 |       |       |
| 30. August | Esther Denner                  | deutsche Malerin                                    |       |       |

## September
| Tag           | Name                                   | Beruf, bekannt als                                                                                  | Alter | Beleg |
| ------------- | -------------------------------------- | --------------------------------------------------------------------------------------------------- | ----- | ----- |
| 2. September  | Onno Zwier van Haren                   | niederländischer Staatsmann und Dichter                                                             | 66    |       |
| 3. September  | William Henry Drayton                  | US-amerikanischer Rechtsanwalt, Richter, und Politiker                                              |       |       |
| 5. September  | Edward Biddle                          | US-amerikanischer Politiker                                                                         |       |       |
| 5. September  | Johann Ludwig von Goltstein            | Finanzminister, Statthalter                                                                         | 61    |       |
| 5. September  | August Lebrecht Stettin                | deutscher Buchhändler                                                                               | 53    |       |
| 6. September  | Wilhelm Karl Stolle                    | lutherischer Geistlicher und Historiker                                                             | 75    |       |
| 7. September  | John Armstrong                         | schottischer Arzt und Schriftsteller                                                                |       |       |
| 7. September  | August Adolph von Kamecke              | königlich preußischer Major und Kommandeur des Grenadierbataillons Alt-Kameke                       |       |       |
| 8. September  | Bjarni Pálsson                         | isländischer Arzt und Aufklärer                                                                     | 60    |       |
| 11. September | Johann Gottfried Knöffler              | deutscher Bildhauer                                                                                 | 64    |       |
| 11. September | Joseph Heinrich von Ried               | k. k. Feldzeugmeister, Ritter des Maria Theresia-Ordens und Inhaber des Infanterie-Regiments No. 48 | 61    |       |
| 13. September | Bernhard Anton Katterbauer             | böhmischer Bildhauer des Barock                                                                     |       |       |
| 14. September | Anton Pichler                          | deutsch-italienischer Gemmenschneider                                                               | 82    |       |
| 22. September | Hans Ernst von Wentzky und Petersheyde | preußischer Landrat                                                                                 | 79    |       |
| 23. September | Theresia Irmgard Sibilla von Oeyen     | Äbtissin                                                                                            | 82    |       |
| 26. September | Étienne Lauréault de Foncemagne        | französischer Gelehrter                                                                             | 85    |       |
| 30. September | Diego José Abad                        | mexikanischer Jesuit, Dichter und Übersetzer                                                        | 52    |       |
| September     | Joachim Friedrich von der Hardt        | königlich preußischer Oberst und Kommandeur des Grenadier-Regiments Nr. 4                           |       |       |

## Oktober
| Tag         | Name                           | Beruf, bekannt als | Alter | Beleg |
| ----------- | ------------------------------ | --- | ----- | ----- |
| 1. Oktober  | James Parsons                  | US-amerikanischer Politiker |       |       |
| 5. Oktober  | André Le Breton                | französischer Buchhändler, Drucker, Verleger                                                                                    | 71    |       |
| 6. Oktober  | Heinrich Madlseder             | deutscher Benediktiner und Abt                                                                                                  |       |       |
| 9. Oktober  | Johann Georg Dirr              | Stuckateur und Bildhauer des Rokoko                                                                                             | 56    |       |
| 9. Oktober  | Hans Christoph von Königsmarck | preußischer Generalmajor und Kommandeur des Regiments Nr. 23                                                                    | 78    |       |
| 11. Oktober | Kazimierz Pułaski              | polnischer Adliger, Politiker und Soldat; Anführer der Konföderation von Bar und General im Amerikanischen Unabhängigkeitskrieg | 34    |       |
| 12. Oktober | Joseph Garnier                 | französischer Komponist und Kapellmeister                                                                                       |       |       |
| 18. Oktober | Leonard Offerhaus              | deutscher Historiker in den Niederlanden                                                                                        | 79    |       |
| 23. Oktober | Franz Fridolin Weber           | deutscher Amtmann, Schwiegervater Wolfgang Amadeus Mozarts                                                                      |       |       |
| 24. Oktober | Friedrich Wilhelm von Derschau | preußischer Staatsmann |       |       |
| 24. Oktober | Hans von Tettenborn            | königlich-preußischer Generalleutnant                                                                                           |       |       |
| 25. Oktober | Johann Andreas Bach            | deutscher Hautboist und Organist                                                                                                | 66    |       |
| 27. Oktober | Jean-Edme Romilly              | Schweizer Theologe und Enzyklopädist                                                                                            |       |       |
| Oktober     | John Giles Eccardt             | deutsch-britischer Maler |       |       |

## November
| Tag          | Name                                             | Beruf, bekannt als                                                                     | Alter | Beleg |
| ------------ | ------------------------------------------------ | -------------------------------------------------------------------------------------- | ----- | ----- |
| 9. November  | Heinrich Gottfried von Mattuschka                | deutscher Botaniker und Philosoph                                                      | 45    |       |
| 10. November | Joseph Hewes                                     | Unterzeichnete für North Carolina die Unabhängigkeitserklärung der Vereinigten Staaten | 49    |       |
| 12. November | Helfrich Peter Sturz                             | deutscher Schriftsteller                                                               | 43    |       |
| 13. November | Johann Adam                                      | deutscher Bratschist und Komponist                                                     |       |       |
| 13. November | Thomas Chippendale                               | britischer Möbeldesigner und -hersteller                                               |       |       |
| 16. November | Pehr Kalm                                        | schwedischer Naturforscher und Agrarökonom                                             | 63    |       |
| 16. November | Robert Maxwell, 1. Earl of Farnham               | irischer Politiker und Peer                                                            |       |       |
| 19. November | Franz Xaver Anton von Scheben                    | Weihbischof des Bistums Worms sowie Titularbischof von Assuras (1765–1779)             | 68    |       |
| 23. November | Georg Ludwig Herrnschmidt                        | deutscher evangelischer Theologe                                                       | 67    |       |
| 23. November | Johannes Seiz                                    | deutscher Baumeister                                                                   | 62    |       |
| 25. November | François Lamathe Dom Bédos de Celles de Salelles | französischer Benediktiner, Orgelbauer, Gutachter und Schriftsteller                   | 70    |       |
| 27. November | Josse Boutmy                                     | belgischer Komponist, Cembalist und Organist                                           | 82    |       |
| 27. November | Gioacchino Martorana                             | italienischer Maler                                                                    | 43    |       |
| 27. November | Wacław Rzewuski                                  | polnischer Wojewode und Großhetman                                                     | 73    |       |
| 28. November | Wilhelm Sebastian von Belling                    | preußischer Offizier, zuletzt Generalleutnant der Husaren                              | 60    |       |
| 30. November | Jérémie Pauzié                                   | Genfer Juwelier                                                                        | 62    |       |

## Dezember
| Tag          | Name                             | Beruf, bekannt als                                                                                 | Alter | Beleg |
| ------------ | -------------------------------- | -------------------------------------------------------------------------------------------------- | ----- | ----- |
| 1. Dezember  | Johann Lucas Kracker             | österreichisch-tschechischer Maler des Spätbarock                                                  | 62    |       |
| 5. Dezember  | Heřman Antonín Jelínek           | tschechischer Komponist und Violinvirtuose                                                         | 70    |       |
| 6. Dezember  | Jean Siméon Chardin              | französischer Maler                                                                                | 80    |       |
| 11. Dezember | Alessandro Albani                | italienischer Kardinal                                                                             | 87    |       |
| 12. Dezember | Charles Le Roy                   | französischer Arzt und Enzyklopädist                                                               | 53    |       |
| 13. Dezember | Johann Jakob Schilling           | deutscher Physiker, Naturforscher und Philosoph                                                    | 77    |       |
| 14. Dezember | Jacques Barbeu-Dubourg           | französischer Mediziner, Botaniker, Autor, Enzyklopädist und Übersetzer                            | 70    |       |
| 14. Dezember | Johann Baptist Sellinger         | deutscher Bildhauer und Holzschnitzer                                                              | 65    |       |
| 16. Dezember | Go-Momozono                      | Kaiser von Japan                                                                                   | 21    |       |
| 17. Dezember | Adolf Alfson                     | norwegischer Artillerieoffizier in österreichischen Diensten                                       | 75    |       |
| 18. Dezember | Ferenc Faludi                    | ungarischer Dichter und Gelehrter                                                                  | 75    |       |
| 20. Dezember | Johann Philipp Burckhard Asbrand | deutscher reformierter Theologe                                                                    | 57    |       |
| 21. Dezember | Christian Friedrich von Helmolt  | kursächsischer Amtshauptmann im Thüringischen Kreis und Erb-, Lehn- und Gerichtsherr auf Kannawurf |       |       |
| 22. Dezember | István Küzmics                   | ungarischer evangelischer Priester, Lehrer und Übersetzer                                          |       |       |
| 23. Dezember | Franciscus Volckland             | deutscher Orgelbauer des thüringischen Barock                                                      | 83    |       |
| 28. Dezember | Gennaro Manna                    | italienischer Komponist der Vorklassik                                                             | 64    |       |
| 31. Dezember | Johann Friedrich Cotta           | deutscher Theologe, Kanzler und Professor primarius der Theologie in Tübingen                      |       |       |
| 31. Dezember | Johann Joseph Schmidlin          | deutscher Lexikograph                                                                              | 54    |       |

## Datum unbekannt
| Tag                         | Name                                     | Beruf, bekannt als                                                                       | Alter | Beleg |
| --------------------------- | ---------------------------------------- | ---------------------------------------------------------------------------------------- | ----- | ----- |
|                             | Joseph Angerer                           | Salzburger Bildhauer des Rokoko                                                          |       |       |
|                             | Domenico Annibali                        | italienischer Altkastrat                                                                 |       |       |
|                             | Louis-Roch-Antoine-Charles Arnauld       | Enzyklopädist                                                                            |       |       |
|                             | Black Fish                               | Häuptling der Shawnee                                                                    |       |       |
| 13. Januar oder 13. Februar | George Heinrich von Blanckenburg         | preußischer Landrat                                                                      |       |       |
|                             | Johann Georg Gerstlacher                 | deutscher Jesuit, Missionar in Mexiko und auf den Philippinen                            |       |       |
|                             | Thomas Huber                             | deutscher Maler                                                                          |       |       |
|                             | Ludolf August von Katte                  | preußischer Major und Regimentschef                                                      |       |       |
|                             | Khamtrül Tendzin Chökyi Nyima            | 4. Khamtrül Rinpoche                                                                     |       |       |
|                             | Nikolaus Georg Bernhard von Löwenstern   | deutscher Jurist, ao Professor der fürstlichen Universität Bützow                        |       |       |
|                             | Thomas Lynch junior                      | Jurist, einer der Unterzeichner der Unabhängigkeitserklärung der USA                     |       |       |
|                             | Nicolò Palma                             | italienischer Architekt zwischen Barock und Klassizismus                                 |       |       |
|                             | Murk van Phelsum                         | niederländischer Arzt                                                                    |       |       |
|                             | John Rutherford                          | schottischer Mediziner und Vater von Daniel Rutherford, sowie Großvater von Walter Scott |       |       |
|                             | Gottfried Anton Schenck                  | deutscher Pfarrer                                                                        |       |       |
|                             | Leonhard Balthasar Schmahl               | deutscher Orgelbauer                                                                     | 50    |       |
|                             | Hieronymus Spiegel                       | deutscher Orgelbauer                                                                     |       |       |
|                             | Theodor Hermann von Spiegel              | Landdrost des Herzogtums Westfalen                                                       |       |       |
|                             | Johann Gottfried Strauß                  | deutscher evangelischer Hofprediger                                                      |       |       |
|                             | Louise-Jeanne Tiercelin de La Colleterie | Mätresse des französischen Königs Ludwig XV.                                             |       |       |
|                             | Thomas Tofield                           | englischer Botaniker und Wasseringenieur                                                 |       |       |
|                             | Sawwa Iwanowitsch Tschewakinski          | russischer Architekt                                                                     |       |       |